# Rio Boholţ (Mureş)
O Rio Boholţ é um rio da Romênia afluente do Rio Mureş, localizado no distrito de Hunedoara.